# فرودگاه شهرستان براون
فرودگاه براون کانتی (به انگلیسی: Brown County Airport) یک فرودگاه همگانی بهره‌برداری هوایی است که یک باند فرود آسفالت دارد و طول باند آن ۱۰۷۶ متر است. این فرودگاه در کشور ایالات متحده آمریکا قرار دارد و در ارتفاع ۲۹۲ متری از سطح دریا واقع شده‌است.

## نگارخانه

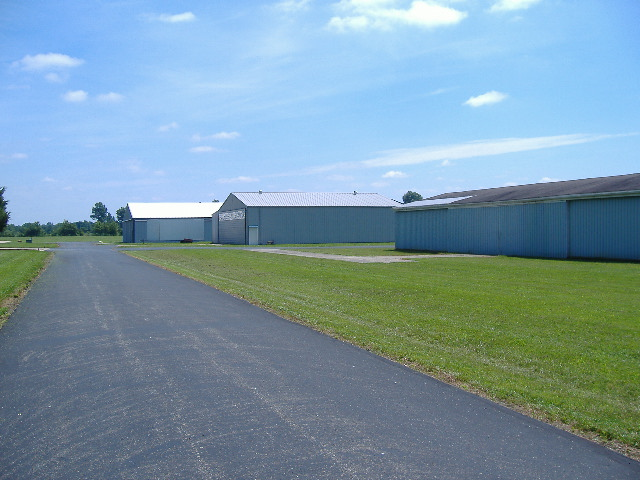
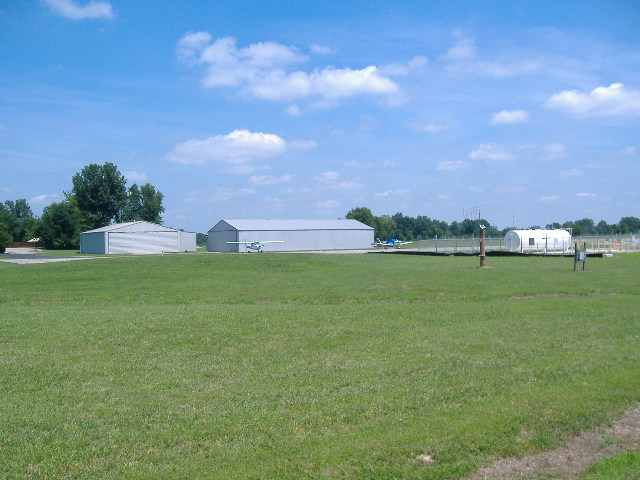
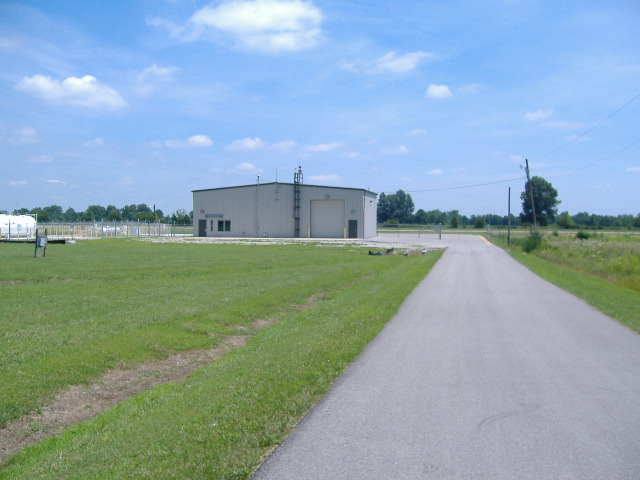